# Camp d'extermini
Els camps d'extermini eren dos tipus de les instal·lacions que l'Alemanya Nazi construí durant la Segona Guerra Mundial per a l'eliminació sistemàtica de milions de persones en el que ha passat a la Història com l'Holocaust. Durant la Segona Guerra Mundial, sota les ordres de Heinrich Himmler, els camps d'extermini es van construir durant la darrera fase del programa d'anihilació (l'anomenada Solució Final del Problema Jueu). Els grups que els nazis van sotmetre a l'extermini en aquests camps eren principalment els jueus europeus, així com els gitanos.

## Rerefons
El 1942, el SS-und Polizei-führer del Districte de Lubin Odilo Globocnik, obeint ordres directes del SS-Reichsführer Heinrich Himmler, construí els primers camps d'extermini durant l'Aktion Reinhard, l'operació destinada a d'anihilació de tots els jueus del Govern General. Inicialment, els cadàvers de les víctimes eren enterrats en unes tombes comunes massives, però després van ser cremats (també van haver cossos enterrats que van ser exhumats i cremats durant la Aktion1005, una temptativa nazi per destruir les proves de l'Holocaust). La majoria dels presoners traslladats als camps de Bełżec, Treblinka o Sobibór tenien una esperança de vida inferior a les 24 hores.
Els primers camps d'extermini estaven sota el comandament directe de Globocnik, i no pas de la SS-Totenkopfverbände, que gestionà els camps de concentració com Dachau o Ravensbrück. Estaven dirigits per personal del batallons de policia de les SS i per voluntaris de l'Europa Oriental.

## Terminologia

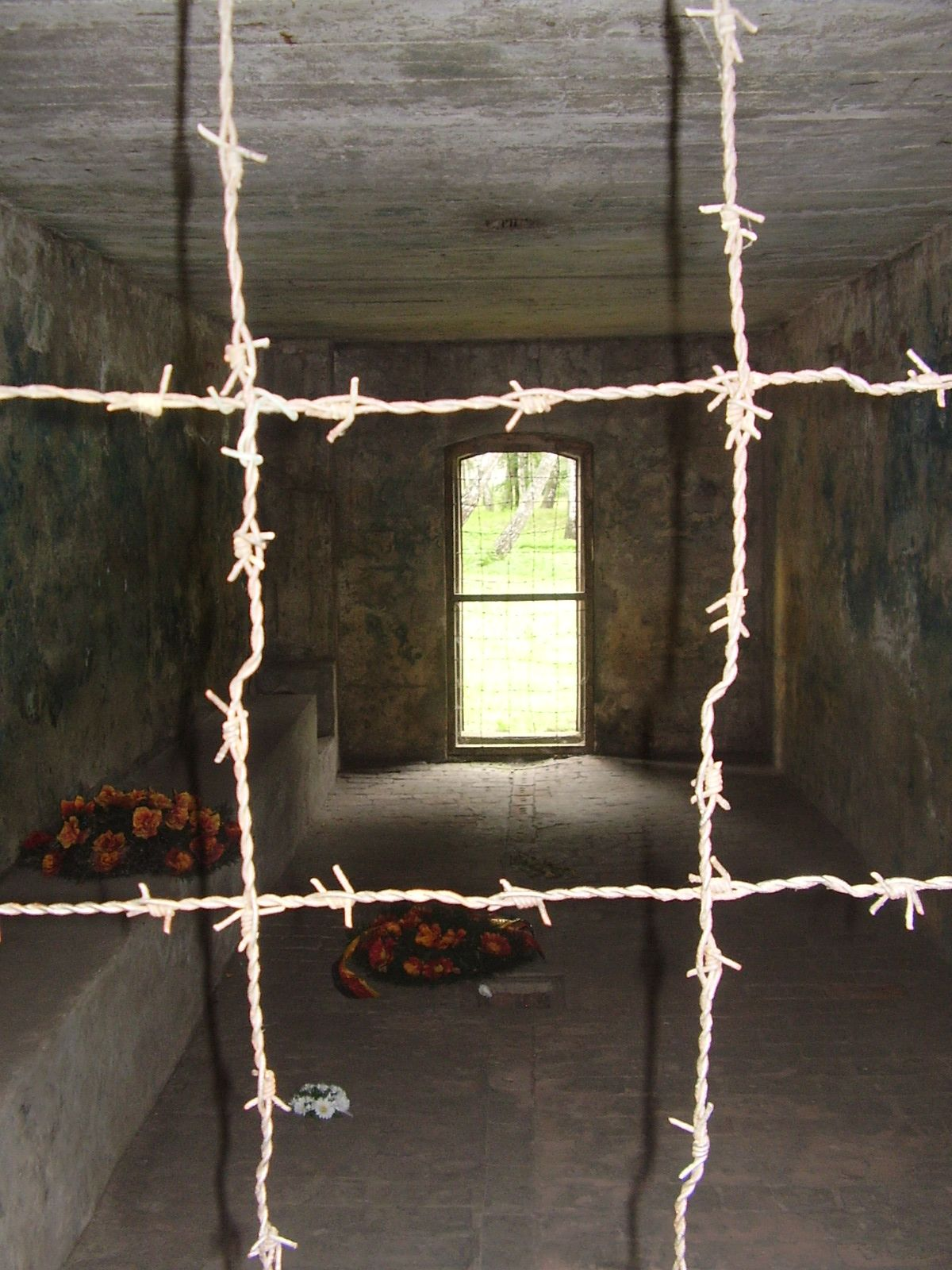
Cambra de gas al camp de concentració de Stutthof.

Camp d'extermini (alemany: Vernichtungslager) i camp de la mort (Todeslager) són termes sinònims, i es refereixen específicament a aquells camps la funció primària dels quals és genocida.
En un sentit genèric, un camp de la mort era un camp de concentració establert amb el propòsit de matar als presoners que es trobaven allà. Gent de totes les edats va resultar morta. No eren llocs previstos per purgar accions criminals; més aviat, eren per facilitar el genocidi. Històricament, els camps de la mort més infames van ser els camps d'extermini construïts per l'Alemanya Nazi a Polònia ocupada durant la Segona Guerra Mundial.
Els camps d'extermini nazis eren diferents dels camps de concentració com els de Dachau o de Bergen-Belsen, que eren més aviat llocs de custòdia de presoners i de treballs forçats per a una varietat dels anomenats "enemics de l'estat" (l'eufemisme nazi pels considerats indessitjables). Als primers anys de l'Holocaust, els jueus van ser principalment enviats als camps de concentració, però a partir de 1942 en endavant van ser principalment deportats als camps d'extermini.
Els camps d'extermini també han de distingir-se dels camps de treballs forçats (Arbeitslager), instal·lats per tots els països ocupats pels alemanys per explotar el treball dels presoners de tota classe, incloent-hi els presoners de guerra. Els jueus també van treballar en aquests camps, però els jueus, independentment a fins a quin punt la seva feina fos útil per a l'esforç de guerra, estaven destinats des de l'inici a l'extermini. A molts camps nazis (a excepció dels camps de presoners de guerra pels soldats no-soviètics i de diversos camps de treball), tenien uns nivells de mortaldat molt elevats, de resultes de les execucions, la fam, les malalties, l'esgotament i la brutalitat extrema; però, això no obstant, només els camps d'extermini estaven previstos específicament per a l'assassinat en massa.
La distinció entre els camps d'extermini i els camps de concentració ja va ser reconeguda pels mateixos alemanys (si bé no s'expressava en la nomenclatura oficial dels camps). Ja al setembre de 1942, un metge de les SS va veure un gasejament i va escriure al seu diari: "No anomenen a Auschwitz (das Lager der Vernichtung) el camp d'extermini per res!". Quan un dels adjunts d'Adolf Eichmann, Dieter Wisliceny, va ser interrogat a Nuremberg, se li demanaren els noms dels "camps d'extermini", la seva resposta es referí als camp d'Auschwitz i de Majdanek. Quan se li preguntà sobre "Com classificaria els camps de Mauthausen, Dachau i Buchenwald?", la resposta va ser "Eren camps de concentració normals segons del punt de vista del departament d'Eichmann".

## Els camps

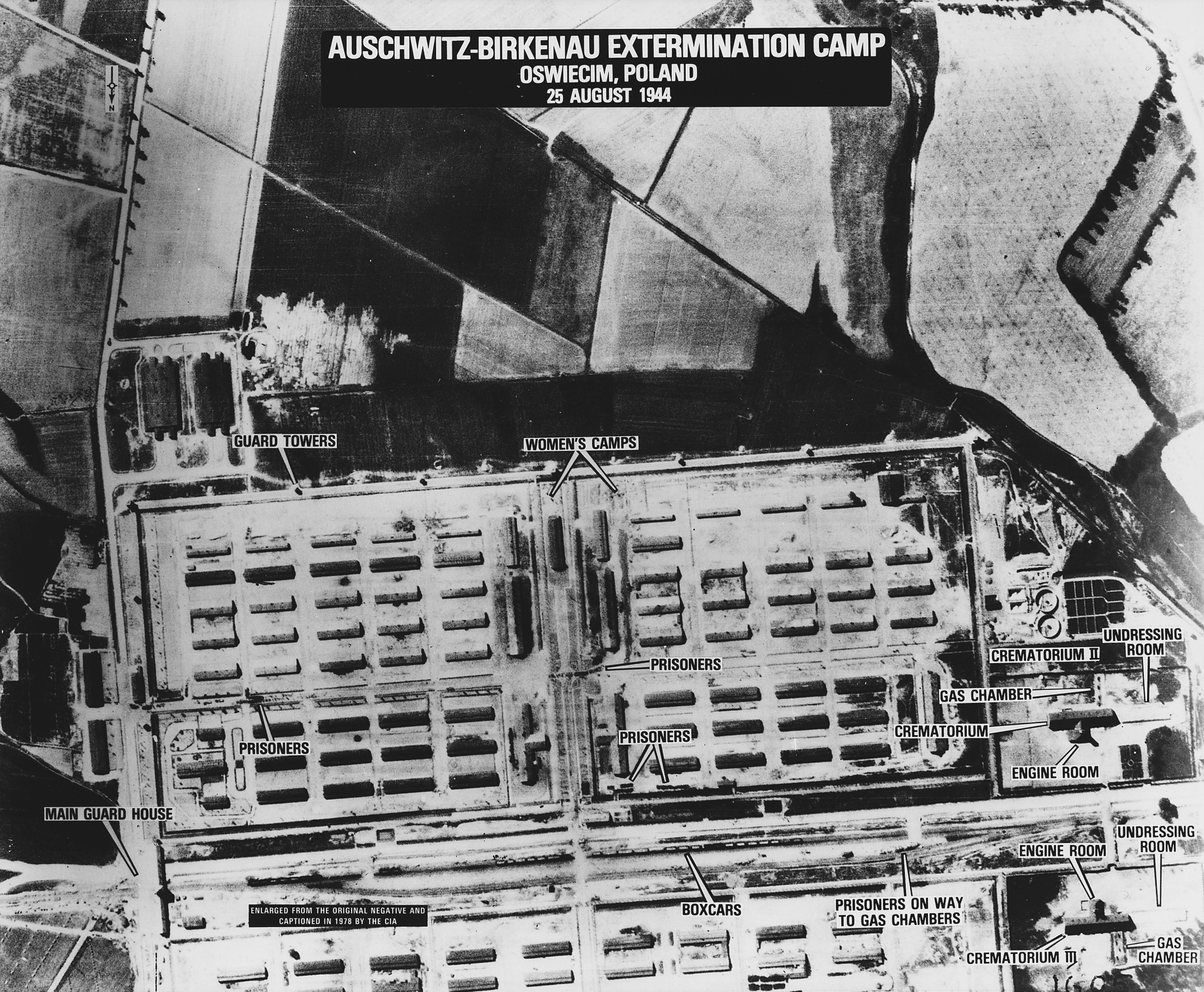
Fotografia del camp d'extermini Auschwitz II (Birkenau) presa per un avió americà, el 25 d'agost de 1944. Són visibles els forns crematoris II i III, així com els forats emprats per llançar el cianur a les cambres de gas.

La majoria dels estudis reconeixen 6 camps d'extermini nazi a la Polònia ocupada:
- Auschwitz II (Auschwitz-Birkenau)
- Chełmno
- Bełżec
- Majdanek
- Sobibor
- Treblinka

De tots ells, Auschwitz II i Chelmno estan situats en zones de la Polònia occidental annexionades per Alemanya; i els altres quatre estan situats a la zona del Govern General.
Entre els altres camps de la mort, a part dels sis principals, estan el camp de Maly Trostenets, situat a Minsk (Belarús), prop de la República de Lokot. També existien camps similars a Vaesòvia i Janowska. El camp de concentració de Jasenovac va ser l'únic gran camp d'extermini fora de Polònia, i l'únic que no va ser operat dels Nazis. Dirigit per les forces de l'Ústaixa de l'Estat independent de Croàcia, la majoria de víctimes en aquest camp van ser serbis, a més de a més de desenes de milers de gitanos i jueus.
L'eufemisme "Solució Final de la Qüestió Jueva" (Endlösung der Judenfrage) va ser emprat pels nazis per referir-se a l'assassinat sistemàtic dels jueus europeus. La decisió de portar a terme l'operació va ser presa presumiblement per l'alta jerarquia nazi durant la primera meitat de 1941, però no s'ha trobat cap registre d'aquesta decisió. El primer pas per a la solució final va ser fet pels Einsatzgruppen que seguien a la Wehrmacht durant l'Operació Barbarroja (la invasió alemanya de la Unió Soviètica al juny de 1941). Però el mètode d'afusellar als jueus en cunetes no es trobà prou eficient, i a final de 1941 els nazis decidiren establir camps expressament construïts per a l'assassinat sistemàtic. Els detalls de l'operació van ser discutits a la Conferència de Wannsee, celebrada el gener de 1942, i realitzada sota el control administratiu d'Adolf Eichmann. Treblinka, Belzec i Sobibor van ser construïts durant l'Operació Reinhard, el nom clau per a l'extermini dels jueus polonesos.
Mentre que Auschwitz II era part del complex d'un camp de treball, i Majdanek també tenia un camp de treball, els camps de l'Operació Reinhard i Chełmno eren simplement camps d'extermini, és a dir, van ser construïts amb l'únic propòsit de matar grans quantitats de gent, principalment jueus, poques hores després de la seva arribada. Els únics presoners enviats a aquests camps que no eren morts immediatament eren aquells necessaris com a esclaus en les tasques directament relacionades amb el procés d'extermini (per exemple, per retirar els cadàvers de les cambres de gas). Aquests camps eren relativament petits, només uns centenars de metres de costat, i només es requerien uns mínims habitatges i instal·lacions de suport. Quan arribaven els presoners se'ls deia que era merament una aturada de trànsit per a la recol·locació més a l'est o en un camp de treball.
Els no-jueus també eren assassinats en aquests camps, incloent-hi molts polonesos gentils i presoners de guerra soviètics.

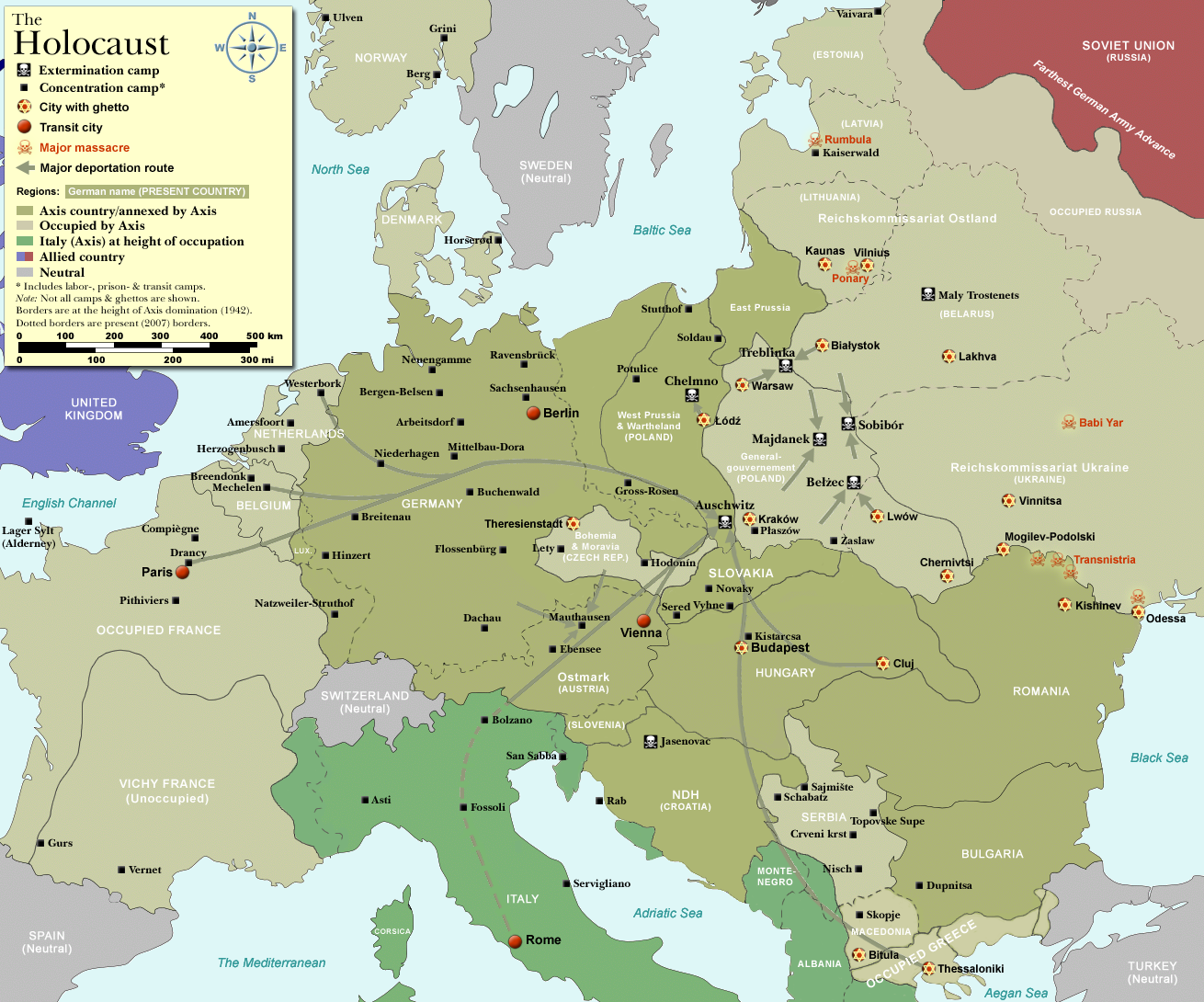
Les principals rutes de deportació cap als camps d'extermini

## Xifres de víctimes
Les xifres de gent assassinada als camps de la mort ha estat estimada així:
- Auschwitz-Birkenau: aproximadament 1.100.000 de persones.[12]
- Treblinka: almenys 700.000 persones[13]
- Bełżec: aproximadament 434.500 persones.[14]
- Sobibór: aproximadament 167.000 persones.[15]
- Chełmno: aproximadament 152,000 persones.[16]
- Majdanek: aproximadament 78,000 persones.[17]
- Maly Trostenets: almenys 65,000 persones.

Aquestes xifres donen 2.700.000 persones mortes als camps.
Entre els camps d'extermini menys coneguts, les estimacions varien entre els 85.000 i els 600.000 morts a Jasenovac. A Maly Trostenets, almenys uns 65.000 jueus van ser assassinats, i les estimacions de gent assassinada no jueu varien entre els 100.000 i els 400.000.

## Selecció de les localitzacions dels camps
L'Alemanya Nazi trià Polònia per situar-hi allà la majoria dels camps, tant per motius logístics com d'altres diversos:
- els camps van ser construïts allà on vivien la major part de les víctimes. Polònia era llar de la major població jueva a Europa[20]
- els camps d'extermini podien mantenir-se més en secret per als ciutadans alemanys[21]
- simultàniament, els camps estaven profundament dins del territori del Reich, i en una zona de difícil accés pels Aliats
- l'Europa Oriental estava tecnològicament menys desenvolupada que l'occidental, la qual cosa significava que els informes sobre els camps tenien menys oportunitats d'aparèixer
- l'Europa oriental tenia molts menys visitants o residents que l'occidental
- tota la xarxa ferroviària de l'Europa oriental estava sent sobreexplotada per l'esforç de guerra alemany; era logísticament impossible organitzar desenes de milers de trens per transportar als jueus durant llargues distàncies; però això sí que era possible de fer relativament a prop del front[22]
- com que el gruix de la lluita era major al Front Oriental que no pas als altres fronts combinats, els camps eren més fàcilment de concebre com a instal·lacions per a l'esforç de guerra que no llocs d'assassinats en massa.
- Polònia era un lloc ideal: estava ocupada pels eslaus semi-humans. Curiosament, el major complex dels camps de la mort, estava situat a la punta oriental de la Gran Alemanya Nazi, o sigui, que des de la perspectiva Nazi, no estava a Polònia

## Operativa dels camps
El mètode d'assassinat en aquests camps habitualment era el gas verinós obtingut de la companyia química alemanya IG Farben, normalment en cambres de gas (tancades hermèticament), tot i que molts presoners van morir en afusellaments en massa, de fam, epidèmies o tortures. Rudolf Höss, el comandant d'Auschwitz, va escriure després de la guerra que molts dels Einsatzkommandos que havien pres part en afusellaments massius s'havien tornat bojos o s'havien suïcidat incapaços de resistir més banyats de sang. Els cossos dels assassinats eren destruïts en forns crematoris (excepte a Sobibór, on van ser cremats en pires a l'aire lliure), i les cendres van ser enterrades o llançades. A Auschwitz-Birkenau el nombre de cadàvers impossibilitava l'enterrament o la cremació en pires, i l'única forma de desfer-se'n va ser mitjançant forns crematoris especialment dissenyats i construïts per funcionar dia i nit.
Els camps diferien en l'operativa, però tots van ser dissenyats per matar tan eficaçment com fos possible. Per exemple, Kurt Gerstein, un Obersturmführer al servei mèdic de les SS, explicà a un diplomàtic suec durant la guerra sobre el que havia vist als camps. Va descriure com va arribar a Belzec el 19 d'agost de 1942 (llavors els camps encara feien servir principalment monòxid de carboni produït per un motor de gasolina), on se li a ensenyar com es descarregava un tren de 45 vagons carregat amb 6.700 jueus, molts dels quals ja estaven morts, però la majoria dels quals marxaven despullats cap a les cambres de gas, on digué:
| « | El Unterscharführer Hackenholt estava fent grans esforços per mantenir el motor en funcionament. Però no funcionava. El Capità Wirth hi anà. Veia com estava temeros perquè jo estava veient un desastre. Si, ho veia tot i esperava. El meu cronòmetre m'ho mostrava, 50 minuts, 70 minuts, i el motor no s'encenia. La gent s'esperava dins de les cambres de gas. En va. Els podíem escoltar murmurant "com en una sinagoga", deia el Professor Pfannenstiel, amb els seus ulls fixos a una finestra a la porta de fusta. Furiós, el Capità Wirth colpeja al assistent ucraïnès Hackenholt dotze o tretze vegades a la cara. Després de dues hores i 49 minuts el motor es va encendre. A partir d'aquell moment, la gent que estava viva en aquelles quatre cambres va cridar. 25 minuts més. Molts ja estaven morts; ho podíem veure per la petita finestra perquè hi havia una bombeta encesa dins de la cambra durant uns moments. Després de 28 minuts, només en quedaven alguns vius. Finalment, després de 32 minuts, ja tots estaven morts... Els dentistes van retirar totes les dents d'or, els ponts i les corones. Al mig de tot estava el Capità Wirth. Estava en el seu element, ensenyant-me una galleda plena de dents i dient-me "Vegi vostè mateix el pes d'aquest or! És només d'ahir i d'abans d'ahir. No pot imaginar-se el que trobem cada dia: dòlars, diamants, or. Miri-ho vostè mateix! | » |

D'acord amb Höss, la primera vegada que s'usà el Zyklon B contra els jueus, alguns sospitaven que serien assassinats, malgrat que se'ls va fer creuer que només serien desinfectats. Per tant, a partir d'aquell moment, per evitar dificultats amb individus problemàtics en futurs gasejaments, aquests serien separats i disparats a part. Els membres d'un destacament especial (Sonderkommando), un grup de presoners del camp assignats a ajudar a portar a terme les execucions, anaven amb els jueus cap a les cambres de gas i es quedaven amb ells fins que les portes es tancaven. Un guàrdia de les SS també es quedava a la porta per perpetuar "l'efecte calmant". Per evitar donar temps als presoners perquè poguessin pensar en el seu destí, se'ls urgia a despullar-se tan ràpidament com poguessin, amb els membres del Sonderkommando ajudant a aquells que podien alentir el procés.

El Destacament Especial havia de convèncer els jueus que tot aniria bé, parlant-los de la vida al camp. Moltes dones jueves amagaven als seus nens sota les seves robes un cop s'havien despullat, perquè temien que el desinfectant els podria ferir. Höss va escriure que els homes del Sonderkommando estaven molt a l'aguait d'això, i encoratjaven a les dones de portar-se als nens amb elles.
Car tot això, aquestes mesures no convencien a tots. El mateix Höss informà que molts jueus que s'imaginaven o sabien el que els esperava però que encara trobaven coratge per fer broma amb els nens per encoratjar-los, malgrat el terror mortal visible als seus propis ulls. Algunes dones xisclaven com boges mentre es despullaven, o ploraven pel seu cabell. Aquestes eren apartades immediatament pels homes del Destacament Especial per ser disparades lluny dels altres. D'altres, en canvi, deien les adreces dels membres de la seva raça que encara s'amagaven abans de ser enviats cap a la cambra de gas.
Un cop la porta quedava segellada amb les víctimes a dins, el Zyklon B es llençava mitjançant forats especials al sostre de la cambra. Es requeria que el comandant del camp fos present en cada gasejament i que ho veiés mitjançant un forat, supervisant tant els preparatius com el final. Höss informà que els cadàvers a la cambra no mostraven signes de convulsió; atribuït pels metges d'Auschwitz a l'efecte paralitzant als pulmons que tenia el Zyklon B, que assegurava la mort abans que les convulsions poguessin iniciar-se.
Després de finalitzar amb els gasejament, els homes del Sonderkommando havien de retirar els cossos, extraure les dents d'or i afaitar-los els cabells abans de llançar-los als crematori o als pous. En un o altra cas, els cossos serien cremats, amb els homes del Sonderkommando sent responsables de mantenir el foc, drenant el greix sobrant, i movent contínuament la muntanya de cossos cremant-se per aviar les flames. Höss trobà l'actitud i la dedicació del Sonderkommando veritablement sorprenent. Malgrat que eren conscients què compartirien el mateix destí, van portar a terme els seus deures de manera que ells mateixos podrien haver estat els exterminadors. D'acord amb la declaració de Höss, molts dels homes del Sonderkommando menjaven i fumaven mentre treballaven. De vegades podien trobar-se amb el cos d'algun parent, però fins i tot llavors, encara que quedaven òbviament afectats... mai no va haver-hi incidents. Höss relatà el cas d'un home que, mentre portava cossos de la cambra de gas al foc, es trobà el cadàver de la seva esposa, però continuà com si res no succeís.
Alguns líders d'alt rang del Partit Nazi i de les SS van anar a Auschwitz per veure els gasejaments. Höss va escriure que si bé tots quedaven profundament impressionats pel que havien vist, alguns abans que havien sorollosament sobre la necessitat d'aquest extermini ara restaven silents un cop havien vist la "solució final al problema jueu". Höss va ser repetidament interrogat sobre com podia digerir l'extermini. Ell es justificava explicant la determinació fèrria mitjançant la qual hem de portar a terme les ordres de Hitler; però trobà que ni tan sols Eichmann hagués volgut canviar-li el lloc.

## Postguerra
A mesura que l'Exèrcit Roig avançava per la Polònia oriental el 1944, la majoria dels camps orientals (excloent Auschwitz, que estava situat prop de Sil·lèsia Superior) van ser parcialment o totalment desmantellats pels Nazis per amagar els crims que s'havien comès allà. Com que molts camps es trobaven molt a l'est del país (com Belzer o Sobibor) i havien estat edificats amb els materials allà disponibles, les seves restes físiques van cedir davant els elements ràpidament. El govern comunista polonès de postguerra bastí diversos monuments allà on es trobaven els camps, però normalment no feien cap menció a l'ètnia, religió o origen nacional de les víctimes. Això es va fer així per crear la percepció de què un gran grup de víctimes dels Nazis homogeni podria ser usat en propòsits propagandístics per les autoritats comunistes per tal de recolzar l'esforç històric dels comunistes en la conquesta del feixisme alemany.
Després de la caiguda del comunisme a Polònia el 1989, els camps esdevingueren més accessibles als visitants occidentals, convertint-se en centres turístics, particularment el més infame de tots ells, Auschwitz, prop de la ciutat de Oświęcim. A inicis de la dècada de 1990 van haver diverses disputes entre organitzacions jueves i els catòlics polonesos, sobre quins eren els símbols de martiri apropiats en aquests llocs. Alguns grups jueus objectaren molt per l'erecció de memorials cristians a una zona adjacent al camp. En aquest, la creu d'Auschwitz va ser situada prop d'Auschwitz I, on la majoria de les víctimes eren polonesos, mentre que a Auschwitz II la majoria de les víctimes eren jueves.

### Negació de l'Holocaust
Alguns grups i individus han negat que els nazis matessin ningú mitjançant els camps d'extermini, o qüestionen la finalitat o l'extensió de l'Holocaust. Per exemple, Robert Faurisson afirmà el 1979 que "les cambres de gas de Hitler mai no van existir". Afirmava que el concepte de les cambres de gas és essencialment d'origen sionista. Un altre famós negacionista és l'historiador britànic, que va ser condemnat a presó a Àustria per la seva negació de l'Holocaust: la negació de l'Holocaust és una ofensa criminal a Àustria.
Els acadèmics i historiadors senyalen que el negacionisme es contradiu amb els testimonis dels supervivents i dels botxins, les proves materials i les fotografies fetes pels mateixos nazis. Esforços com els de Nizkor Project, el treball de Deborah Lipstadt, Simon Wiesenthal i el seu Simon Wiesenthal Center, o el d'historiadors com Raul Hilberg, Lucy Davidowicz, Ian Kershaw i molts han fet que el negacionisme sigui propi d'una minoria, la motivació principal dels quals sovint és l'antisemitisme polític.